# Tragogomphus
Tragogomphus là một chi chuồn chuồn ngô thuộc họ Gomphidae.
Chi này có các loài sau:
- Tragogomphus aurivillii Sjöstedt, 1900
- Tragogomphus christinae Legrand, 1992
- Tragogomphus ellioti Legrand, 2002
- Tragogomphus mamfei Pinhey, 1961
- Tragogomphus tenaculatus (Fraser, 1926)